# 石碇的夏天
《石碇的夏天》，於2001年發行的台灣電影，為鄭有傑第二部導演作品，內容講述一名大學生想利用暑假遊學不成，得在石碇老家度過夏天的故事。

## 故事大綱
小志是個打算趁暑假出國遊學的大學生，而且期待着遊學期間可以在異鄉發生一段異國戀情。就在他原本已計劃好出國遊學的那一年的暑假，卻因台灣經濟蕭條的影響，家人無法支持他的夢想，只好被迫放棄期待已久的美好計劃，留在他的老家石碇幫忙老祖母照顧雜貨店的生意。正在他對這個漫長的暑假感到沮喪時，石碇國小來了一個教小學生暑期英語的魁北克女孩Elisa，並且在要在他家租房子，讓小志的夏天再度活了起來。於是小志與年老的祖母以及遠方來的女孩Elisa，在同一個屋簷下度過這年的暑假。 

## 主要演員
- 黃健瑋 飾 小志
- 夏曼寧（Manon Garceau） 飾 Elisa
- 李秀 飾 阿嬤
- 謝俊慧 飾 雅蕙
- 王貞元 飾 媽媽
- 李烈（友情客串）
- 戴立忍（友情客串）

## 參展與得獎記錄
- 2000年度台灣電影短片及紀錄長片輔導金補助
- 2001年：第38屆金馬獎最佳創作短片獲獎、最佳女配角（李秀）入圍
- 2002年：台北電影節專業類競賽最佳劇情片、最佳新演員獎（黃健瑋）
- 2002年：第21屆加拿大溫哥華國際影展Dragons and Tigers單元
- 2002年10月26日：第15屆日本東京國際影展「亞洲電影節」競賽單元
- 2002年：第7屆韓國釜山國際影展Wide Angle觀摩單元
- 2002年：第22屆美國夏威夷國際影展 [1]

## 相關評論
- 淺談鄭有傑短片【石碇的夏天】[永久]
- 石碇的夏天－擺盪在異文化之間[永久]

## 外部連結
- 開眼電影網上《石碇的夏天》的資料（繁體中文）
- 豆瓣电影上《石碇的夏天》的資料 （简体中文）
- 时光网上《石碇的夏天》的資料（简体中文）
- AllMovie上《石碇的夏天》的资料（英文）
- 香港影庫上《石碇的夏天》的資料（繁體中文）
- 互联网电影数据库（IMDb）上《石碇的夏天》的资料（英文）